# Liste de vélodromes en France
La liste de vélodromes en France recense les vélodromes, surfaces aménagées circulaires ou ovales destinées au cyclisme sur piste, existant toujours en France.
Un rapport de la Fédération française de cyclisme datant de 2014 recense 125 vélodromes en fonction (117 en France métropolitaine et 5 dans les territoires d'outre-mer).

## Vélodromes en service
| Nom                                                            | Commune                                                                        | Département          | Géolocalisation                     | Ouverture                     | Fermeture     | Piste         | Piste                                  | Piste    | Piste   | Piste                        | Événements |
| Nom                                                            | Commune                                                                        | Département          | Géolocalisation                     | Ouverture                     | Fermeture     | Emplacement   | Revêtement                             | Longueur | Largeur | Inclinaison max. des virages | Événements |
| -------------------------------------------------------------- | ------------------------------------------------------------------------------ | -------------------- | ----------------------------------- | ----------------------------- | ------------- | ------------- | -------------------------------------- | -------- | ------- | ---------------------------- | --- |
| Vélodrome Jacques-Anquetil-et-Luis-Ocaña                       | Aire-sur-l'Adour                                                               | Landes               | 43° 42′ 43″ nord, 0° 14′ 47″ ouest  | 1986                          |               | extérieure    | ciment                                 | 333,33 m |         | 46°                          | Championnats de France 1988. |
| Vélodrome d'Alençon,                                           | Alençon                                                                        | Orne                 | 48° 24′ 36″ nord, 0° 05′ 42″ est    | 1976                          | 2012          | extérieure    | béton                                  | 250 m    | 6 m     | 45°                          | Inauguré le 7 mai 1977. |
| Vélodrome Montesquieu                                          | Angers                                                                         | Maine-et-Loire       | 47° 28′ 20″ nord, 0° 34′ 57″ ouest  | 1922                          |               | extérieure    | ciment recouvert de résine synthétique | 300 m    | 6,25 m  |                              | Inauguré le 10 septembre 1922. |
| Vélodrome des Alliers                                          | Angoulême                                                                      | Charente             | 45° 38′ 21″ nord, 0° 07′ 42″ est    | 1895                          |               | extérieure    | ciment recouvert de résine             | 333,33 m | 6 m     |                              | |
| Vélodrome Paul-Fournier                                        | Aulnay-sous-Bois                                                               | Seine-Saint-Denis    | 48° 57′ 06″ nord, 2° 30′ 20″ est    | 1961                          |               | extérieure    | ciment                                 | 454,02 m | 7 m     |                              | |
| Vélodrome de l'Yonne. Plus en fonctionnement depuis 2021       | Auxerre                                                                        | Yonne                | 47° 46′ 45″ nord, 3° 36′ 03″ est    | 1982                          |               | extérieure    | ciment                                 | 333 m    |         |                              | Création en 1982 grâce au ministre-maire de la ville Jean-Pierre Soisson. Ne fonctionne plus depuis 2021, sert comme parking.                                |
| Vélodrome Amédée-Détraux,                                      | Baie-Mahault                                                                   | Guadeloupe           | 16° 14′ 57″ nord, 61° 35′ 39″ ouest | 1991                          |               | extérieure    | béton recouvert de résine              | 333,33 m |         |                              | Championnats de France 2009. Championnats d'Europe 2014. Coupe Davis 2016.                                                                                   |
| Vélodrome Georges-Lebesgue                                     | Beauvais                                                                       | Oise                 | 49° 27′ 10″ nord, 2° 05′ 43″ est    | 1978                          |               | extérieure    | ciment                                 | 250 m    | 6 m     | 32°                          | Inauguré en octobre 1979. |
| Anneau cycliste de Biguglia,                                   | Biguglia                                                                       | Haute-Corse          | 42° 37′ 07″ nord, 9° 26′ 25″ est    |                               |               | extérieure    | bitume                                 | 700 m    |         |                              | |
| Vélodrome Albert-Chichery,                                     | Le Blanc                                                                       | Indre                | 46° 37′ 55″ nord, 1° 04′ 47″ est    | 1927                          |               | extérieure    | cendre puis ciment                     | 396 m    | 6 m     |                              | |
| Vélodrome Raymond-Poulidor,                                    | Bonnac-la-Côte                                                                 | Haute-Vienne         | 45° 56′ 45″ nord, 1° 16′ 53″ est    | 2017                          |               | couverte      | béton                                  | 250 m    | 7 m     |                              | Inauguré en juillet 2019. |
| Vélodrome de Bordeaux                                          | Bordeaux                                                                       | Gironde              | 44° 53′ 57″ nord, 0° 33′ 57″ ouest  | 1989                          |               | couverte      | bois de doussié                        | 250 m    | 7 m     | 42°                          | Inauguré le 9 octobre 1989. Championnats du monde 1998 et 2006. Championnats de France 2015.                                                                 |
| Vélodrome de Nessadiou                                         | Bourail                                                                        | Nouvelle-Calédonie   | 21° 37′ 37″ sud, 165° 30′ 50″ est   | 1999                          |               | extérieure    |                                        |          |         |                              | |
| Vélodrome du CREPS de la Région Centre - Piste Albert Bourlon  | Bourges                                                                        | Cher                 | 47° 06′ 28″ nord, 2° 25′ 06″ est    | 2013                          |               | couverte      | pin de Sibérie                         | 200 m    | 6,5 m   | 46°                          | Inauguré le 13 septembre 2013. |
| Vélodrome Louis-Riquet                                         | Branoux-les-Taillades                                                          | Gard                 | 44° 13′ 29″ nord, 4° 00′ 32″ est    | 1932                          |               | extérieure    | béton recouvert de sportsol            | 250 m    | 6,6 m   |                              | |
| Vélodrome de Bras-Panon (complexe sportif Paul-Moreau)         | Bras-Panon                                                                     | La Réunion           | 20° 59′ 59″ sud, 55° 41′ 05″ est    |                               |               | extérieure    | bitume                                 | 436 m    |         |                              | |
| Vélodrome de Bressuire,                                        | Bressuire                                                                      | Deux-Sèvres          | 46° 50′ 02″ nord, 0° 29′ 30″ ouest  | 1982                          |               | extérieure    | béton                                  | 250 m    | 5,94 m  |                              | Rénové en 2014. |
| Vélodrome de Briare                                            | Briare                                                                         | Loiret               | 47° 39′ 02″ nord, 2° 44′ 05″ est    |                               |               | extérieure    | ciment                                 | 400 m    | 5 m     |                              | |
| Stade vélodrome,                                               | Bruay-la-Buissière                                                             | Pas-de-Calais        | 50° 29′ 23″ nord, 2° 33′ 40″ est    | 1925                          |               | extérieure    | ciment                                 | 400 m    | 6 m     |                              | |
| Vélodrome de la Pepinière                                      | Buxerolles                                                                     | Vienne               | 46° 35′ 41″ nord, 0° 22′ 02″ est    | 1996                          |               | extérieure    | béton                                  | 250 m    | 7 m     | 43°                          | |
| Vélodrome Venoix                                               | Caen                                                                           | Calvados             | 49° 10′ 33″ nord, 0° 23′ 29″ ouest  | 1914                          |               | extérieure    | ciment recouvert de résine             | 400 m    | 5,9 m   |                              | |
| Anneau cyclable Louison Bobet,                                 | Cannes                                                                         | Alpes-Maritimes      | 43° 33′ 17″ nord, 6° 57′ 42″ est    |                               |               | extérieure    | bitume                                 | 825 m    |         |                              | |
| Vélodrome Joseph-Lombard,                                      | Cavaillon                                                                      | Vaucluse             | 43° 50′ 06″ nord, 5° 03′ 08″ est    |                               |               | extérieure    | béton                                  | 444 m    | 6,5 m   |                              | |
| Vélodrome des Acacias,                                         | Champagnolles                                                                  | Charente-Maritime    | 45° 30′ 43″ nord, 0° 38′ 16″ ouest  | 1938                          |               | extérieure    | herbe                                  | 333 m    | 8 m     |                              | |
| Vélodrome Lucien-Lemonnier,                                    | Châteaubriant                                                                  | Loire-Atlantique     | 47° 42′ 38″ nord, 1° 21′ 39″ ouest  | 1978                          |               | extérieure    | synthétique                            | 250 m    | 7 m     |                              | |
| Vélodrome Kléber-Picard,                                       | Châteaudun                                                                     | Eure-et-Loir         | 48° 04′ 32″ nord, 1° 21′ 02″ est    |                               |               | extérieure    | bitume                                 | 400 m    | 5 m     |                              | |
| Vélodrome du Verger,                                           | Châtellerault                                                                  | Vienne               | 46° 49′ 06″ nord, 0° 33′ 53″ est    | 1896                          |               | extérieure    | bitume                                 | 450 m    | 6 m     |                              | |
| Vélodrome Jean-Jaurès,                                         | Cherbourg-en-Cotentin (Equeurdreville)                                         | Manche               | 49° 38′ 54″ nord, 1° 39′ 17″ ouest  | 1923                          |               | extérieure    | béton                                  | 400 m    | 6 m     |                              | Arrivée des étapes du Tour de France 1926 à 1929, critériums d'après Tour (Anquetil, Merckx, Poulidor, Bobet, Coppi).                                        |
| Vélodrome du Poher,                                            | Cléden-Poher                                                                   | Finistère            | 48° 14′ 12″ nord, 3° 40′ 26″ ouest  | 2009                          |               | extérieure    | enrobé                                 | 250 m    | 7 m     | 37°                          | Inauguré en avril 2009. |
| Vélodrome Yves-Berthevas,                                      | Cléder                                                                         | Finistère            | 48° 40′ 12″ nord, 4° 06′ 19″ ouest  | 1950                          |               | extérieure    | bitume                                 | 350 m    | 6 m     |                              | |
| Vélodrome du Ladhof                                            | Colmar                                                                         | Haut-Rhin            | 48° 04′ 57″ nord, 7° 21′ 58″ est    | 1954                          |               | extérieure    | béton                                  | 356 m    | 7 m     |                              | |
| Vélodrome Isidore-Thivrier,                                    | Commentry                                                                      | Allier               | 46° 17′ 18″ nord, 2° 43′ 20″ est    | 1938                          |               | extérieure    | ciment                                 | 445 m    | 6 m     |                              | |
| Vélodrome Pierre-Tollini « l'anneau rose »,                    | Commercy                                                                       | Meuse                | 48° 45′ 48″ nord, 5° 35′ 45″ est    | 1946                          |               | extérieure    | béton                                  | 286 m    | 7 m     |                              | |
| Vélodrome Marcel-de-la-Prôvôté,                                | Couëron                                                                        | Loire-Atlantique     | 47° 12′ 41″ nord, 1° 44′ 13″ ouest  | 1928                          |               | extérieure    | ciment                                 | 250 m    | 6 m     |                              | |
| Vélodrome du Betbèze,                                          | Damazan                                                                        | Lot-et-Garonne       | 44° 16′ 56″ nord, 0° 15′ 57″ est    | 1920                          |               | extérieure    | bitume                                 | 375 m    | 5,5 m   | 17°                          | |
| Vélodrome Commandant-Hébert,                                   | Deauville                                                                      | Calvados             | 49° 21′ 29″ nord, 0° 04′ 58″ est    |                               | 2023 (démoli) | extérieure    | béton                                  | 455 m    | 6 m     |                              | |
| vélodrome Joël-Couillard,                                      | Descartes                                                                      | Indre-et-Loire       | 46° 58′ 46″ nord, 0° 40′ 45″ est    | 1988                          |               | extérieure    | béton                                  | 250 m    | 6 m     |                              | |
| Vélodrome municipal de Dijon,                                  | Dijon                                                                          | Côte-d'Or            | 47° 19′ 34″ nord, 5° 04′ 04″ est    | 1934                          |               | extérieure    | béton recouvert d'une résine en 1992   | 250 m    |         | 45°                          | |
| Vélodrome intercommunal d'Eybens-Grenoble,                     | Eybens                                                                         | Isère                | 45° 08′ 52″ nord, 5° 45′ 24″ est    | 1989                          |               | extérieure    | béton                                  | 250 m    | 6 m     |                              | |
| Anneau cycliste du stade du Pré-du-château,                    | La Ferté-Bernard                                                               | Sarthe               | 48° 10′ 57″ nord, 0° 38′ 45″ est    | 1977                          |               | extérieure    | bitume                                 | 1 225 m  | 8 m     |                              | |
| Vélodrome de Foix,                                             | Foix                                                                           | Ariège               | 42° 57′ 13″ nord, 1° 37′ 16″ est    | 1984                          |               | extérieure    | béton                                  | 250 m    | 7 m     | 43°                          | Championnats de France 1989. |
| Vélodrome Louis Piette,                                        | Fougères                                                                       | Ille-et-Vilaine      | 48° 21′ 27″ nord, 1° 10′ 37″ ouest  | 1983                          |               | extérieure    | béton                                  | 250 m    | 6 m     |                              | |
| Vélodrome de Le Grand-Pressigny,                               | Le Grand-Pressigny                                                             | Indre-et-Loire       | 46° 55′ 03″ nord, 0° 48′ 19″ est    |                               |               | extérieure    | bitume                                 | 250 m    | 4,8 m   |                              | |
| Vélodrome d'hiver du Palais des sports de Grenoble,            | Grenoble                                                                       | Isère                | 45° 10′ 56″ nord, 5° 44′ 26″ est    | 1971                          |               | couverte      | sapin scandinave                       | 210 m    | 6 m     | 37°                          | Six jours de Grenoble (1971-2014). |
| Anneau cycliste de Gueugnon,                                   | Gueugnon                                                                       | Saône-et-Loire       | 46° 36′ 06″ nord, 4° 03′ 20″ est    |                               |               | extérieure    | bitume                                 | 333,33 m | 4 m     |                              | |
| Vélodrome de Guivapas,                                         | Guipavas                                                                       | Finistère            | 48° 26′ 47″ nord, 4° 23′ 57″ ouest  | 1983                          |               | extérieure    | bitume                                 | 400 m    | 5 m     |                              | |
| Vélodrome de Soquence,                                         | Le Havre                                                                       | Seine-Maritime       | 49° 30′ 12″ nord, 0° 10′ 32″ est    | 1954                          |               | extérieure    | ciment                                 | 250 m    | 6 m     | 42°                          | |
| Vélodrome de Hénanbihen,                                       | Hénanbihen                                                                     | Côtes-d'Armor        | 48° 33′ 04″ nord, 2° 23′ 05″ ouest  | 1964                          |               | extérieure    | bitume                                 | 650 m    | 8 m     |                              | |
| Vélodrome d'Henrichemont                                       | Henrichemont                                                                   | Cher                 | 47° 18′ 18″ nord, 2° 31′ 12″ est    |                               |               | extérieure    |                                        |          |         |                              | |
| Vélodrome de Toulon-Provence-Méditerranée                      | Hyères                                                                         | Var                  | 43° 05′ 51″ nord, 6° 07′ 28″ est    | 1989                          |               | semi-couverte | bois de doussié                        | 250 m    | 7 m     | 48°                          | Championnats de France élites 2008, 2010, 2013, 2017, 2018. Championnats de France espoirs 2012, 2014, 2015, 2016.                                           |
| Vélodrome du Placia,                                           | L'Isle-Jourdain                                                                | Gers                 | 43° 36′ 53″ nord, 1° 04′ 42″ est    | 1933                          |               | extérieure    | ciment                                 | 375,40 m | 5,3 m   |                              | |
| Vélodrome d'Issoudun,                                          | Issoudun                                                                       | Indre                | 46° 57′ 29″ nord, 2° 00′ 44″ est    | 2003                          |               | extérieure    | enrobé                                 | 250 m    |         |                              | |
| Vélodrome de Kervido,                                          | Lanester                                                                       | Morbihan             | 43° 36′ 53″ nord, 1° 04′ 42″ est    | 1993                          |               | extérieure    | résine                                 | 250 m    | 5 m     |                              | |
| Vélodrome Fañch-Favé,                                          | Lesneven                                                                       | Finistère            | 48° 34′ 28″ nord, 4° 19′ 53″ ouest  | 1951                          |               | extérieure    | enrobé                                 | 252,4 m  | 6 m     |                              | |
| Vélodrome Louis-Bielman,                                       | Lisieux                                                                        | Calvados             | 49° 09′ 28″ nord, 0° 13′ 16″ est    | [ 101 ]                       |               | extérieure    | béton                                  | 300 m    | 3,5 m   |                              | |
| Vélodrome de Bretagne                                          | Loudéac                                                                        | Côtes-d'Armor        | 48° 10′ 00″ nord, 2° 45′ 00″ ouest  | 2023                          |               | couverte      | pin sylvestre de Suède                 | 200 m    | 6 m     | 45°                          | Centre de préparation aux JO 2024 et JP 2024. |
| Vélodrome de Loudun                                            | Loudun                                                                         | Vienne               | 47° 00′ 32″ nord, 0° 04′ 43″ est    | 1895                          |               | extérieure    | ciment                                 | 185 m    | 4,5 m   |                              | |
| Vélodrome Gaston-Montalescot,                                  | Lurcy-Lévis                                                                    | Allier               | 46° 44′ 05″ nord, 2° 56′ 24″ est    | 1897                          |               | extérieure    | ciment                                 | 250 m    | 4,2 m   | 40°                          | |
| Vélodrome Georges-Préveral                                     | Lyon                                                                           | Rhône                | 45° 46′ 43″ nord, 4° 51′ 21″ est    | 1894 et reconstruit en 1934   |               | extérieure    | chape en résine orange                 | 333,33 m | 7 m     | 43°                          | Championnats du monde 1989. |
| Vélodrome Léon-Bollée,                                         | Le Mans                                                                        | Sarthe               | 47° 57′ 13″ nord, 0° 13′ 26″ est    | 2007                          |               | extérieure    | enrobé                                 | 250 m    |         | 32°                          | |
| Vélodrome des Olives,                                          | Marseille                                                                      | Bouches-du-Rhône     | 43° 19′ 14″ nord, 5° 27′ 33″ est    | 1975 et refait à neuf en 2008 |               | extérieure    | ciment                                 | 250 m    | 6 m     |                              | Semble fermé aux cyclistes depuis 2015. |
| Vélodrome de la Madeleine,                                     | Mayenne                                                                        | Mayenne              | 48° 18′ 10″ nord, 0° 36′ 25″ ouest  | 1894                          |               | extérieure    | bitume                                 | 333 m    | 6 m     |                              | |
| Vélodrome de Melgven,                                          | Melgven                                                                        | Finistère            | 47° 54′ 10″ nord, 3° 49′ 49″ ouest  | 1948                          |               | extérieure    | enrobé                                 | 370 m    | 5 m     |                              | |
| Vélodrome de la Forêt,                                         | Montargis                                                                      | Loiret               | 48° 00′ 37″ nord, 2° 45′ 02″ est    | 1924                          |               | extérieure    | béton                                  | 250 m    | 7 m     | 45°                          | Inauguration le 2 août 1924 ; rénovation 1977. |
| Vélodrome municipal,                                           | Montceau-les-Mines                                                             | Saône-et-Loire       | 46° 40′ 40″ nord, 4° 23′ 03″ est    | 1977                          |               | extérieure    | béton                                  | 250 m    | 6 m     | 37°                          | |
| Vélodrome de Saint-Quentin-en-Yvelines vélodrome national,     | Montigny-le-Bretonneux                                                         | Yvelines             | 48° 47′ 04″ nord, 2° 02′ 05″ est    | 2014                          |               | couverte      | bois du pin de Sibérie                 | 250 m    | 8 m     | 43°                          | Siège de la Fédération française de cyclisme et centre d’entraînement de l’équipe de France. Championnats du monde de cyclisme sur piste 2015, 2016 et 2022. |
| Vélodrome Luis-Ocaña                                           | Mont-de-Marsan                                                                 | Landes               | 43° 53′ 01″ nord, 0° 30′ 06″ ouest  | 2023                          |               | extérieure    | enrobé                                 | 200 m    | 6,5 m   | 25°                          | Inauguré le 7 juillet 2023, jour du départ de la 7e étape du Tour de France depuis Mont-de-Marsan                                                            |
| Vélodrome Eddy-Mercx,                                          | Mourenx                                                                        | Pyrénées-Atlantiques | 43° 22′ 29″ nord, 0° 37′ 35″ ouest  | 1970                          |               | extérieure    | synthétique                            | 404,39 m | 7 m     |                              | Rénové en 1999. Départ de la 17e étape du Tour de France 1999 Fermé depuis le 4 janvier 2012 (en attente de financements pour rénovation).                   |
| Vélodrome Raymond-Poulidor,                                    | Muret                                                                          | Haute-Garonne        | 43° 26′ 52″ nord, 1° 18′ 42″ est    | 1970                          |               | extérieure    | ciment                                 | 250 m    | 5,5 m   |                              | |
| Vélodrome Lucien-Petit-Breton,                                 | Nantes                                                                         | Loire-Atlantique     | 47° 12′ 52″ nord, 1° 35′ 59″ ouest  | 1924                          |               | extérieure    | ciment et enrobé                       | 500 m    | 6 m     |                              | Inauguré le 3 août 1924. |
| Vélodrome Théo-Cauville,                                       | Le Neubourg                                                                    | Eure                 | 49° 08′ 25″ nord, 0° 54′ 08″ est    | 2010                          |               | extérieure    |                                        | 250 m    | 6 m     |                              | |
| Vélodrome Magenta,                                             | Nouméa                                                                         | Nouvelle-Calédonie   | 22° 15′ 51″ sud, 166° 28′ 05″ est   | 1966                          |               | extérieure    | béton                                  | 333 m    | 7 m     |                              | 2e édition des Jeux du Pacifique (1966). |
| Vélodrome Jacques-Anquetil anciennement vélodrome de la Cipale | 12e arrondissement de Paris (bois de Vincennes) anciennement Charenton-le-Pont | Paris                | 48° 49′ 23″ nord, 2° 24′ 41″ est    | 1896                          |               | extérieure    | béton armé continu sans joint          | 500 m    | 8,8 m   |                              | Jeux olympiques de 1900 et 1924. Étape du Tour de France de la Cipale (1968-1974). Bordeaux-Paris. Grand prix de Paris de vitesse. Championnats de France.   |
| Vélodrome couvert de l'INSEP,                                  | 12e arrondissement de Paris (bois de Vincennes)                                | Paris                | 48° 49′ 53″ nord, 2° 27′ 02″ est    | 1979                          |               | couverte      | bois de doussié                        | 166,66 m |         |                              | Piste réservée à l'entraînement des athlètes de l'INSEP. |
| Vélodrome de Fautaua,                                          | Pirae                                                                          | Polynésie française  | 17° 32′ 02″ sud, 149° 33′ 06″ ouest |                               |               | extérieure    |                                        |          |         |                              | |
| Vélodrome Emmanuel-Frin,                                       | Plélan-le-Grand                                                                | Ille-et-Vilaine      | 48° 00′ 07″ nord, 2° 05′ 46″ ouest  | 1947                          |               | extérieure    | enrobé                                 | 250 m    | 6 m     |                              | |
| Vélodrome de Plouasne,                                         | Plouasne                                                                       | Côtes-d'Armor        | 48° 18′ 17″ nord, 2° 00′ 49″ ouest  | 1952                          |               | extérieure    | enrobé                                 | 365 m    | 6,5 m   |                              | |
| Vélodrome Bretagne-Sud,                                        | Plouay                                                                         | Morbihan             | 47° 54′ 58″ nord, 3° 20′ 33″ ouest  | 2004                          |               | extérieure    | enrobé                                 | 250 m    | 5,2 m   |                              | |
| Vélodrome Brest-Ponant-Iroise,                                 | Plouzané                                                                       | Finistère            | 48° 23′ 09″ nord, 4° 35′ 42″ ouest  | 1987                          |               | extérieure    | ciment                                 | 333,33 m | 5 m     | 38°                          | Inauguré en juillet 1988. |
| Vélodrome Arthur-de-la-Villeboisnet,                           | Pontchâteau                                                                    | Loire-Atlantique     | 47° 26′ 00″ nord, 2° 04′ 48″ ouest  | 1905                          |               | extérieure    | bitume                                 | 250 m    | 5 m     |                              | |
| Vélodrome Jacques-Prigent,                                     | Pordic                                                                         | Côtes-d'Armor        | 48° 33′ 54″ nord, 2° 49′ 01″ ouest  | 2001                          |               | extérieure    | enrobé                                 | 250 m    | 6 m     |                              | |
| Vélodrome du Port (complexe sportif Georges-Lambrakis)         | Le Port                                                                        | La Réunion           | 20° 55′ 58″ sud, 55° 18′ 04″ est    | 1969                          |               | extérieure    |                                        | 560 m    |         |                              | |
| Vélodrome de Port-de-Bouc,                                     | Port-de-Bouc                                                                   | Bouches-du-Rhône     | 43° 24′ 46″ nord, 4° 58′ 40″ est    | 1952                          |               | extérieure    | béton                                  | 533 m    | 10 m    |                              | Rénové en 2011. |
| Vélodrome Abel Floch,                                          | Quimper                                                                        | Finistère            | 47° 59′ 27″ nord, 4° 06′ 21″ ouest  | 1996                          |               | extérieure    | bitume                                 | 250 m    | 6 m     |                              | Inauguré le 19 avril 1998. |
| Anneau cycliste André et Albert Zaouter,                       | Quimperlé                                                                      | Finistère            | 47° 51′ 55″ nord, 3° 34′ 13″ ouest  | 2007                          |               | extérieure    | bitume                                 | 200 m    | 5 m     |                              | |
| Vélodrome des Grands-Jardins,                                  | Quintin                                                                        | Côtes-d'Armor        | 48° 24′ 06″ nord, 2° 54′ 21″ ouest  | 1909                          |               | extérieure    | enrobé                                 | 273 m    | 6 m     |                              | |
| Vélodrome Marc-et-Yvon-Madiot,                                 | Renazé                                                                         | Mayenne              | 47° 47′ 54″ nord, 1° 03′ 09″ ouest  | 1936                          |               | extérieure    | enrobé                                 | 250 m    |         |                              | Construit par les mineurs ardoisiers (les perreyeurs). Rénové en 2014.                                                                                       |
| Stade-vélodrome du Commandant Bougouin                         | Rennes                                                                         | Ille-et-Vilaine      | 48° 06′ 18″ nord, 1° 39′ 45″ ouest  | 1924                          |               | extérieure    | béton                                  | 403 m    | 6,2 m   |                              | Arrivées des étapes du Tour de France en 1933, 1937, 1939, 1951, 1952, 1959, 1963 et 1970.                                                                   |
| Stade-vélodrome Henri-Desgrange                                | La Roche-sur-Yon                                                               | Vendée               | 46° 40′ 17″ nord, 1° 26′ 27″ ouest  | 1939                          |               | extérieure    | macadam                                | 487 m    | 7 m     |                              | |
| Stade-vélodrome Henri-Robin                                    | Rochefort                                                                      | Charente-Maritime    | 45° 56′ 18″ nord, 0° 58′ 52″ ouest  |                               |               | extérieure    | macadam                                | 440 m    | 4 m     |                              | |
| Vélodrome Maurice-Delaunay,                                    | La Rochelle                                                                    | Charente-Maritime    | 46° 10′ 24″ nord, 1° 08′ 21″ ouest  | 1922                          |               | extérieure    | béton                                  | 329 m    | 6 m     |                              | |
| Vélodrome André-Pétrieux,                                      | Roubaix                                                                        | Nord                 | 50° 40′ 30″ nord, 3° 12′ 19″ est    | 1936                          |               | extérieure    | béton                                  | 499,75 m | 6 m     | 15,4°                        | Le vélodrome a servi à divers championnats de France et aux arrivées de Paris-Roubaix.                                                                       |
| Vélodrome couvert régional Jean-Stablinski,                    | Roubaix                                                                        | Nord                 | 50° 40′ 48″ nord, 3° 12′ 17″ est    | 2012                          |               | couverte      | bois du mélèze de Sibérie              | 250 m    | 7 m     | 44,3°                        | Championnats de France de cyclisme sur piste 2013 Championnats du monde de cyclisme sur piste 2021.                                                          |
| Stade vélodrome Alphonse-Gesset,                               | Saint-Amand-Montrond                                                           | Cher                 | 46° 44′ 07″ nord, 2° 30′ 22″ est    |                               |               | extérieure    | ciment                                 | 400 m    |         |                              | |
| Vélodrome Gabriel-Chefiare de Champ-Fleuri                     | Saint-Denis                                                                    | La Réunion           | 20° 53′ 33″ sud, 55° 28′ 20″ est    |                               |               | extérieure    |                                        |          |         |                              | |
| Vélodrome de Saint-Denis,                                      | Saint-Denis                                                                    | Seine-Saint-Denis    | 48° 56′ 48″ nord, 2° 22′ 05″ est    | 1933                          |               | extérieure    | ciment recouvert de résine             | 250 m    | 6 m     | 45°                          | |
| Vélodrome Raymond-Bardot,                                      | Saint-Denis-de-l'Hôtel                                                         | Loiret               | 47° 52′ 24″ nord, 2° 08′ 46″ est    | 1985                          |               | extérieure    | béton                                  | 333,33 m |         |                              | Championnats de France de cyclisme sur piste 2011. |
| Anneau cycliste Roger Rivière,                                 | Saint-Étienne                                                                  | Loire                | 45° 27′ 35″ nord, 4° 24′ 40″ est    |                               |               | extérieure    | bitume                                 | 400 m    | 7 m     |                              | |
| Vélodrome de Saint-Jean-d’Angély,                              | Saint-Jean-d'Angély                                                            | Charente-Maritime    | 45° 57′ 11″ nord, 0° 31′ 42″ ouest  |                               |               | extérieure    | bitume                                 | 250 m    | 6 m     |                              | |
| Vélodrome de la Falaise,                                       | Saint-Lô                                                                       | Manche               | 49° 06′ 52″ nord, 1° 07′ 03″ ouest  |                               |               | extérieure    | béton                                  | 400 m    | 6 m     |                              | |
| Vélodrome Georges-Gille,                                       | Saint-Malo                                                                     | Ille-et-Vilaine      | 48° 38′ 23″ nord, 2° 00′ 17″ ouest  | 1947                          |               | extérieure    | ciment                                 | 250 m    | 6,2 m   |                              | |
| Vélodrome Jacques-Anquetil,                                    | Saint-Omer                                                                     | Pas-de-Calais        | 50° 44′ 38″ nord, 2° 15′ 10″ est    | 1896                          |               | extérieure    | ciment                                 | 412 m    | 6,6 m   | 21°                          | |
| Vélodrome Marcel Lallement,                                    | Saint-Quentin                                                                  | Aisne                | 49° 51′ 11″ nord, 3° 16′ 42″ est    |                               |               | extérieure    | bitume                                 | 408 m    | 7,8 m   | 9°                           | |
| Vélodrome de la Saintonge                                      | Saintes                                                                        | Charente-Maritime    | 45° 44′ 19″ nord, 0° 38′ 24″ ouest  | 1926                          |               | extérieure    | ciment                                 | 376,56 m | 6 m     |                              | Départ de la 17e étape du Tour de France 1937. Arrivées de Bordeaux-Saintes (1909-1972). Rénovation en 2009.                                                 |
| Vélodrome Omer-Beaugendre                                      | Salbris                                                                        | Loir-et-Cher         | 47° 24′ 50″ nord, 2° 02′ 42″ est    | 1979                          |               | extérieure    | ciment                                 | 333,33 m | 8 m     |                              | |
| Vélodrome Georges-Paillard                                     | Segré-en-Anjou Bleu (Noyant-la-Gravoyère)                                      | Maine-et-Loire       | 47° 42′ 20″ nord, 0° 57′ 25″ ouest  | 1942                          |               | extérieure    | ciment et enrobé                       | 245 m    | 7 m     |                              | |
| Vélodrome Turquet-de-la-Boisserie,                             | Senlis                                                                         | Oise                 | 49° 12′ 32″ nord, 2° 34′ 41″ est    | 1896                          |               | extérieure    | ciment                                 | 333,33 m | 4 m     |                              | |
| Vélodrome Albert-Fontaine,                                     | Seyssins                                                                       | Isère                | 45° 09′ 46″ nord, 5° 41′ 31″ est    | 1996                          |               | extérieure    | bitume                                 | 250 m    |         |                              | |
| Vélodrome de Hautepierre,                                      | Strasbourg                                                                     | Bas-Rhin             | 48° 36′ 00″ nord, 7° 41′ 34″ est    | 1987                          |               | extérieure    | ciment                                 | 333,33 m | 7 m     | 38°                          | |
| Vélodrome du Chêne-Vert                                        | Tarbes                                                                         | Hautes-Pyrénées      | 43° 13′ 14″ nord, 0° 04′ 20″ est    | 1984                          |               | extérieure    | ciment                                 | 250 m    |         |                              | Inauguré le 14 avril 1984 Rénové en 2006. |
| Anneau cyclable de Tournus                                     | Tournus                                                                        | Saône-et-Loire       | 46° 33′ 23″ nord, 4° 55′ 01″ est    | 2012                          |               | extérieure    | bitume                                 |          |         |                              | |
| Vélodrome des Longines[réf. nécessaire]                        | Valentigney                                                                    | Doubs                | 47° 27′ 16″ nord, 6° 50′ 10″ est    |                               |               | extérieure    | béton                                  | 400 m    | 7 m     |                              | |
| Vélodrome du pays de Vannes « vélodrome de Kermesquel »,       | Vannes                                                                         | Morbihan             | 47° 40′ 05″ nord, 2° 46′ 25″ ouest  | 2001                          |               | extérieure    | béton armé                             | 250 m    | 6 m     | 38°                          | Inauguré le 15 décembre 2001. |
| Vélodrome municipal,                                           | Villemur-sur-Tarn                                                              | Haute-Garonne        | 43° 51′ 50″ nord, 1° 29′ 58″ est    | 1934 — 1940                   |               | extérieure    | ciment                                 | 454 m    | 6 m     |                              | |
| Vélodrome Aimé Constant,                                       | Vitrolles                                                                      | Bouches-du-Rhône     | 43° 26′ 11″ nord, 5° 15′ 17″ est    |                               |               | extérieure    | béton                                  | 333 m    | 7 m     |                              | |
| Vélodrome du Crouzet,                                          | Viviez                                                                         | Aveyron              | 44° 32′ 44″ nord, 2° 13′ 31″ est    |                               |               | extérieure    | enrobé                                 | 450 m    | 7 m     |                              | |
| Vélodrome de Voh,                                              | Voh                                                                            | Nouvelle-Calédonie   | 20° 57′ 38″ sud, 164° 42′ 16″ est   |                               |               | extérieure    |                                        |          |         |                              | |
| Vélodrome François Pervis - Espace Mayenne                     | Laval                                                                          | Mayenne              | 48° 04′ 56″ nord, 0° 47′ 36″ ouest  | 2022                          |               | extérieure    | béton                                  | 250 m    | 7 m     | 45°                          | Inauguré le 30 avril 2022 |